# Aleksej Ionov
Aleksej Sergejevitsj Ionov (Russisch: Алексей Сергеевич Ионов) (Kingisepp, 18 februari 1989) is een Russisch voetballer die meestal als rechtsbuiten speelt. Hij verruilde Dinamo Moskou in augustus 2017 voor FK Rostov. Ionov debuteerde in 2011 in het Russisch voetbalelftal.

## Clubcarrière
Ionov komt uit de jeugdacademie van Zenit Sint-Petersburg. Hij startte op zesjarige leeftijd met voetballen. In 2007 werd hij bij de reserven gehaald. Een jaar later maakte hij zijn profdebuut voor Zenit. In de meeste wedstrijden begon hij op de bank en kwam hij in het veld als wisselspeler. In zijn laatste seizoen (2011/12) kwam hij regelmatig aan spelen toe. Hij scoorde dat seizoen drie doelpunten in twintig wedstrijden. De meeste wedstrijden werkte hij af als invaller.
In januari 2012 liet Zenit hem vertrekken naar Koeban Krasnodar. Daar scoorde hij drie doelpunten in 37 wedstrijden. Na anderhalf jaar verkocht Koeban Krasnodar Ionov voor vijf miljoen euro aan Anzji Machatsjkala. Hij zette in juni 2013 zijn handtekening onder een vierjarig contract bij Anzji. Hij debuteerde op de openingsspeeldag van het seizoen op 14 juli 2013 tegen Lokomotiv Moskou. Ionov mocht in de basiself starten, maar werd in de rust gewisseld voor Lacina Traoré.
1 Akinfejev ·
2 Kozlov ·
3 Sjtsjennikov ·
4 Ignasjevitsj ·
5 Semjonov ·
6 Kanoennikov ·
7 Denisov ·
8 Gloesjakov ·
9 Kokorin ·
10 Dzagojev ·
11 Kerzjakov ·
12 Lodygin ·
13 Granat ·
14 Berezoetski  ·
15 Mogilevets ·
16 Ryzjikov ·
17 Sjatov ·
18 Zjirkov ·
19 Samedov ·
20 Fajzoelin ·
21 Ionov ·
22 Jesjtsjenko ·
23 Kombarov ·
Coach: Capello
1 Sjoenin ·
2 Fernandes ·
3 Divejev ·
4 Karavajev ·
5 Semjonov ·
6 Tsjerysjev ·
7 Ozdojev ·
8 Barinov ·
9 Sobolev ·
10 Zabolotni ·
11 Zobnin ·
12 Djoepin ·
13 Koedrjasjov ·
14 Dzjikija ·
15 Mirantsjoek ·
16 Safonov ·
17 Golovin ·
18 Zjirkov ·
19 Zjemaletdinov ·
20 Ionov ·
21 Fomin ·
22 Dzjoeba  ·
23 Koezjajev ·
24 Jevgenjev ·
25 Makarov ·
26 Moechin ·
Coach: Tsjertsjesov